# Prideaux John Selby
Prideaux John Selby (Alnwick, Northumberland, 23 de julho de 1788 – Bamburgo, 27 de março de 1867) foi um ornitólogo, botânico e ilustrador inglês.

## Vida
Selby nasceu na Bondgate Street em Alnwick em Northumberland, o filho mais velho de George Selby de Beal e Twizell (falecido em 1804), e sua esposa, Margaret Cook. Ele foi educado na Durham School.

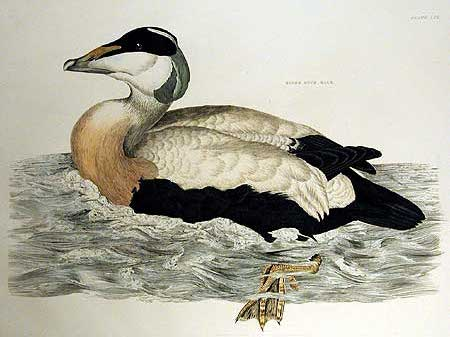
Pato de Eider para "Illustrations of British Ornithology"

Ele estudou na University College, Oxford. Ele sucedeu em 1804 às propriedades da família em Beal.
Ele morreu em Twizell House e foi enterrado no cemitério de Bamburgh.

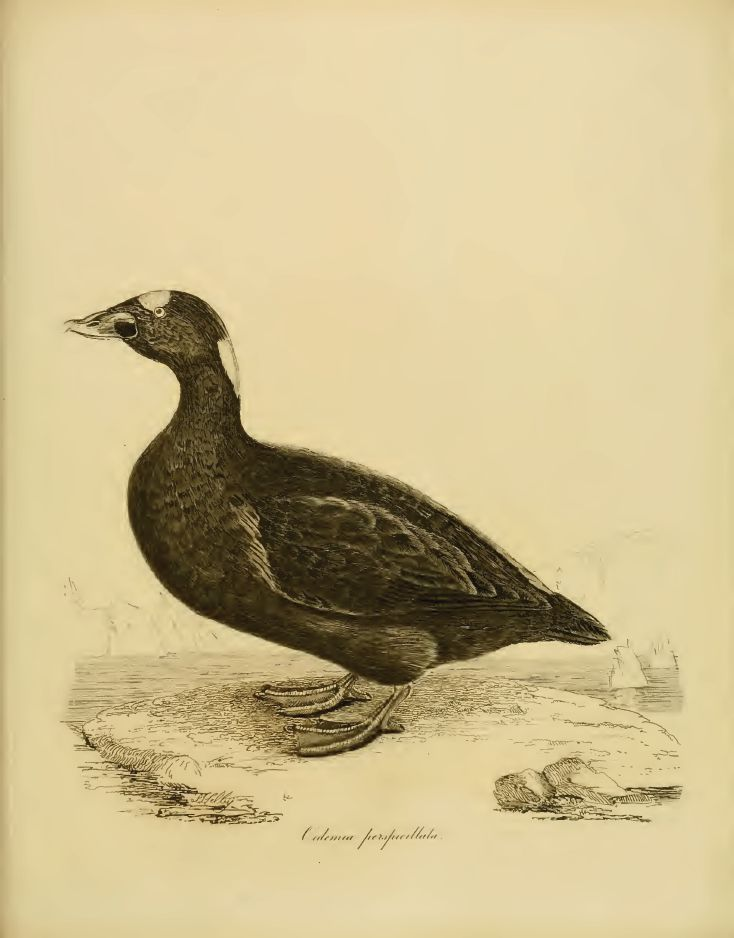
Melanitta perspicillata para "Jardine's Illustrations of the Duck Tribe"

## Trabalho
Selby é mais conhecido por suas Illustrations of British Ornithology (1821-1834), o primeiro conjunto de ilustrações em tamanho real de pássaros britânicos. Ele também escreveu Illustrations of Ornithology  com William Jardine e A History of British Forest-trees (1842).
Muitas das ilustrações em suas obras foram retiradas de espécimes de sua coleção. Além das obras acima, ele contribuiu para a Biblioteca Naturalista de Jardine com os volumes sobre os pombos (1835) e os papagaios (1836), este último ilustrado por Edward Lear. Foi por algum tempo um dos editores da Magazine of Zoology and Botany (Revista de Zoologia e Botânica).
Suas coleções foram vendidas em 1885 e se dispersaram. Os pássaros sul-africanos coletados por Andrew Smith foram para o Museu de Zoologia da Universidade de Cambridge.